# Зайцевые
За́йцевые (лат. Leporidae) — семейство млекопитающих из отряда зайцеобразных, включающее в себя собственно зайцев (главным образом род Lepus, но также Pronolagus и Caprolagus) и кроликов (остальные роды). Зайцы распространены по всему миру, кроме Антарктиды и отдалённых островов, на многие из которых ввезены людьми. Отличаются от пищух развитыми задними конечностями, длинными ушами и наличием короткого хвоста.

## Классификация
Русские названия приведены согласно энциклопедии «Млекопитающие» (2007)
- Род Pentalagus
  - Лазающий заяц (Pentalagus furnessi)
- Род Bunolagus
  - Бушменов заяц (Bunolagus monticularis)
- Род Nesolagus
  - Полосатый заяц (Nesolagus netscheri)
  - Аннамский полосатый кролик (Nesolagus timminsi)
- Род Romerolagus
  - Бесхвостый кролик (Romerolagus diazi)
- Род Brachylagus
  - Айдахский кролик (Brachylagus idahoensis)
- Род Американские кролики (Sylvilagus)
  - Подрод Tapeti
    - Водяной кролик (Sylvilagus aquaticus)
    - Бразильский кролик (Sylvilagus brasiliensis)
    - Sylvilagus dicei[2] — один из видов американских кроликов (Sylvilagus) из отряда зайцеобразных. Обитает в Коста-Рике и Панаме во влажных высокогорных лугах парамо и туманных лесах[3]
    - Амильтемский кролик (Sylvilagus insonus)
    - Болотный кролик (Sylvilagus palustris)
    - Sylvilagus varynaensis

  - Подрод Sylvilagus
    - Степной кролик (Sylvilagus audubonii)
    - Sylvilagus cognatus
    - Мексиканский кролик (Sylvilagus cunicularis)
    - Флоридский кролик (Sylvilagus floridanus)
    - Островной кролик (Sylvilagus graysoni)
    - Кролик Нутталла (Sylvilagus nuttallii)
    - Аппалачский кролик (Sylvilagus obscurus)
    - Sylvilagus robustus
    - Новоанглийский кролик (Sylvilagus transitionalis)

  - Подрод Microlagus
    - Калифорнийский кролик (Sylvilagus bachmani)
    - Щетинистый кролик (Sylvilagus mansuetus)
- Род Oryctolagus
  - Дикий кролик (Oryctolagus cuniculus), или европейский кролик
- Род Poelagus
  - Африканский заяц (Poelagus marjorita)
- Род Pronolagus
  - Южноафриканский кролик (Pronolagus crassicaudatus)
  - Рыжий кролик (Pronolagus randensis)
  - Кролик Смита (Pronolagus rupestris)
  - Pronolagus saundersiae
- Род Caprolagus
  - Щетинистый заяц (Caprolagus hispidus)
- Род Зайцы (Lepus)
  - Подрод Macrotolagus
    - Антилоповый заяц (Lepus alleni)

  - Подрод Poecilolagus
    - Американский беляк (Lepus americanus)

  - Подрод Lepus
    - Арктический беляк (Lepus arcticus)
    - Аляскинский заяц (Lepus othus)
    - Заяц-беляк (Lepus timidus)[4]

  - Подрод Proeulagus
    - Чернохвостый заяц (Lepus californicus)
    - Белобокий заяц (Lepus callotis)
    - Капский заяц (Lepus capensis)
    - Желтоватый заяц (Lepus flavigularis)
    - Чернобурый заяц (Lepus insularis)
    - Кустарниковый заяц (Lepus saxatilis)
    - Заяц-песчаник (Lepus tibetanus)
    - Заяц-толай (Lepus tolai)[4]

  - Подрод Eulagos
    - Ракитниковый заяц (Lepus castroviejoi)
    - Юньнаньский заяц (Lepus comus)
    - Корейский заяц (Lepus coreanus)
    - Корсиканский заяц (Lepus corsicanus)
    - Заяц-русак (Lepus europaeus)
    - Иберийский заяц (Lepus granatensis)
    - Маньчжурский заяц (Lepus mandschuricus)
    - Курчавый заяц (Lepus oiostolus)
    - Lepus starcki
    - Белохвостый заяц (Lepus townsendii)[5]

  - Подрод Sabanalagus
    - Эфиопский заяц (Lepus fagani)
    - Lepus microtis

  - Подрод Indolagus
    - Хайнаньский заяц (Lepus hainanus)
    - Темношеий заяц (Lepus nigricollis)
    - Бирманский заяц (Lepus peguensis)[4]

  - Подрод Sinolagus
    - Китайский заяц (Lepus sinensis)[4]

  - Подрод Tarimolagus
    - Яркендский заяц (Lepus yarkandensis)[4]

  - Неопределённый подрод
    - Японский кустарниковый заяц (Lepus brachyurus)
    - Абиссинский заяц (Lepus habessinicus)[4]

Ископаемые виды:
- † Nuralagus rex[6]
- † Hypolagus
- † Lepus tanaiticus